# 570
| 570                |
| ------------------ |
| Dødsfald - Fødsler |
|                    |

| Gregoriansk kalender | 570 DLXX                |
| Ab urbe condita      | 1323                    |
| Armensk kalender     | 19 ԹՎ ԺԹ                |
| Kinesiske kalender   | 3266 – 3267 己丑 – 庚寅 |
| Etiopisk kalender    | 562 – 563               |
| Jødisk kalender      | 4330 – 4331             |
| Hindukalendere       |                         |
| - Vikram Samvat      | 625 – 626               |
| - Shaka Samvat       | 492 – 493               |
| - Kali Yuga          | 3671 – 3672             |
| Iransk kalender      | 52 BP – 51 BP           |
| Islamisk kalender    | 54 BH – 53 BH           |

Se også 570 (tal)

## Født
- Den muslimske profet, Muhammed, fødes i Mekka